# جانيت بيغز
جانيت بيغز (بالإنجليزية: Janet Biggs)‏ هي مصورة أمريكية، ولدت في 1959.